# Falles d'Alós
Les Falles d'Alós és una festa que se celebrava durant la revetlla de Sant Pere a Alós (Pallars Sobirà), actualment des de la seva recuperació l'any 2014 se celebra el 1r dissabte de juliol.
És una festa de culte al foc en la que es baixen per la muntanya troncs encesos fins al centre del poble. La primera referència escrita sobre les falles a Alós la trobem en una crònica de Violant i Simorra a los "Anales del Instituto de Lingüística" de la Universidad Nacional de Cuyo. Instituto de Lingüística als anys 40.
El 2015 la UNESCO va declarar les falles com a patrimoni immaterial de la Humanitat.

## Preparació
La gent d'Alós i tots aquells que volen participar van al bosc a fer les falles el dissabte de setmana santa. Es tallen, es pelen i s'asclen. finament es deixen plantades al faro per que l'aire les assequi.

## Encesa i baixada
A les 10 de la nit les campanes repiquen i el nen del poble més gran encén la foguera de la plaça, aquest és el senyal que veuen els fallaires des de dalt de la muntanya. En veure-ho encenen el faro, les falles i comencen el descens de la muntanya fins al poble amb la falla encesa carregada a l'espatlla. Aquesta és la que il·lumina el camí. Tot el descens es pot veure des del mateix poble on s´hi veu una serp de foc.

## L'arribada dels fallaires
La gent els espera als carrers. Els fallaires entren al poble tot creuant el barranc de Sant Pere i passen per davant del petit santuari de Sant Pere. Tot seguit enfilen pels carrers del poble fins a la plaça de l'església tot passant per davant de totes les cases habitades del poble, també on hi ha hagut un naixement o alguns defunció de gent del poble. A l'arribada a la plaça es realitza la quitllada de falles en dos grups, aquesta es fa a toc del pandero i per cada toc una falla es quitllada al terra. Seguidament comença el ball de falles per part dels fallaires amb la falla al coll i al voltant de la foguera. Aquest ball permet, al finalitzar, llençar la falla a la foguera. Tot seguit al voltant de la foguera s'hi realitzen 3 balls més que són la Bolangera, el Ball pla de la Cistelleta i l'Esquerrana d'Alós. La festa continua amb un ball tradicional i festa fins altes hores de la nit.